# Жіночий квартал
«Жіночий Квартал» — гумористичне розважальне телевізійне шоу, що демонструється на телеканалі «1+1». Виробництво здійснює «Студія «Квартал 95»» за підтримки каналу «1+1». Телешоу виходить (з перервами) щосуботи з 6 жовтня 2018 року. Другий сезон розпочався 31 серпня 2019 року. Прем'єра третього сезону відбулася 3 жовтня 2020 року. Повторні покази з повним українським дубляжем транслюється на телеканалі «1+1 Україна».

## Опис
У шоу гумористки виступають з танцювальними і вокальними номерами, а також з гумористичними сценками та дотепними жартами. 
|  | «Сьогодні у сучасної жінки так багато ролей і завдань, швидкість її життя так стрімко збільшується, а рівень вимог в суспільстві настільки високий, що тем для жартів більш ніж достатньо. «Жіночий Квартал» стане для наших жінок джерелом гарного гумору, самоіронії і легкого настрою!», – дала оцінку шоу Олена Кравець. |

## Учасниці
Актриси
- Олена Кравець, актриса «Вечірнього Кварталу»;
- Тетяна Песик, українська телеакторка (серіали «Танька і Володька», «Готель „Галіція“» та Ліга сміху);
- Олександра Машлятіна, українська телеакторка;
- Валерія Товстолєс,
- Катерина Нікітіна,
- Ольга Жуковцова-Кияшко, українська акторка, знялась у телесеріалі «Слуга народу»;
- Ірина Сопонару, українська телеакторка (телесеріал «Одного разу під Полтавою»)[2];
- Анастасія Євтушенко, акторка Молодого театру
- Аліна Гордієнко, учасниця «Ліги Сміху» у команді «Тріо Різні і ведучий»[3];
- Анастасія Оруджова, українська телеакторка, учасниця «Ліги сміху» та «Іграх приколів»[4];
- Настя Коротка, актрорка «Вечірнього Києва»[5];
- Ірина Гатун (з 2020 року), акторка Театру-студії «Чорний квадрат»

Вокалістки
- Віра Кекелія, українська співачка[6][7][8];
- Марта Адамчук, вокалістка «Голосу країни» на «1+1», учасниця телепроєкту «Танці з зірками-7»[9][10];
- Еліна Мбані, вокалістка «Голосу країни» на «1+1»;
- Лалі Ергемлідзе, співачка, вокалістка «Голосу країни-5» на «1+1»[11].

## Учасники
- Роман Міщеряков [12][Архівовано 11 листопада 2019 у Wayback Machine.], телеведучий, автор сценаріїв для серіалів та шоу, переможець проєкту «Ліга Сміху» (перший сезон) у складі команди «Два капітани — 1955».
- Володимир Шумко [13][Архівовано 11 листопада 2019 у Wayback Machine.], телеведучий, тамада, комік.
- Валентин Міхієнко [14][Архівовано 11 листопада 2019 у Wayback Machine.], телеведучий, автор сценаріїв учасник проєкту «Ліга Сміху»

## Спеціальні гості-чоловіки
- 1-й випуск (6 жовтня 2018): Євген Кошовий, Олександр Пікалов, Василь Вірастюк;
- 2-й випуск (13 жовтня 2018): Жан Баланюк, Євген Кошовий, Володимир Зеленський, Андрій Повозніков, Степан Казанін;
- 3-й випуск (20 жовтня 2018): Олександр Пікалов, Влад Яма, Євген Кошовий, Володимир Зеленський;
- 4-й випуск (15 грудня 2018): Володимир Зеленський, Олександр Пікалов, Ярослав, Степан Казанін, Євген Кошовий, Дмитро Шуров;
- 5-й випуск (22 грудня 2018): Олександр Пікалов, Степан Казанін, Дмитро Монатик, Євген Кошовий, Стас Боклан;
- 6-й випуск (31 серпня 2019) Жіночий квартал в Туреччині.
- 7-й випуск (7 вересня 2019) Жіночий квартал в Туреччині-2.
- 8-й випуск (12 жовтня 2019) Жіночий квартал в Одесі: Ігор Ласточкін, Максим Леонов, Юрій Ткач;
- 9-й випуск (9 листопада 2019): Михайло Поплавський, Максим Леонов, Юрій Ткач, Олександр Пікалов.
- 10-й випуск (16 листопада 2019)

## Особливості
Презентація нового телевізійного проєкту відбулась 29 вересня 2018 року у МЦКМ («Жовтневий Палац») у Києві у форматі концертного гумористичного і музичного шоу.